# جوزيف جونسون (لاعب كريكت)
جوزيف جونسون (16 مايو 1916 - 16 يناير 2011) (بالإنجليزية: Joseph Johnson)‏ هو لاعب كريكت بريطاني (وحمل سابقاً جنسية المملكة المتحدة لبريطانيا العظمى وأيرلندا).